# Macromia callisto
Macromia callisto – gatunek ważki z rodziny Macromiidae.